# Okuno Takeo
Okuno Takeo (japanisch 奥野 健男; * 25. Juli 1926; † 26. November 1997) war ein japanischer Literaturkritiker.

## Leben und Wirken
Okuno studierte an der Technischen Hochschule Tokio, bevor er sich der Literatur zuwandte. Er wurde nach dem Zweiten Weltkrieg einer der einflussreichsten Literaturkritiker Japans, der maßgeblich zur Akzeptanz weiblicher Autoren in der japanischen Literatur beitrug. Seine erste wichtige Publikation war Dazai Ozamu ron, die 1952 erschien. In seinem Hauptwerk Bungaku ni okeru genfūkei setzte er sich mit der Rolle der Landschaft in der modernen Literatur auseinander. 1984 wurde er für Ma no kōzō mit dem Hirabayashi-Taiko-Literaturpreis ausgezeichnet.

## Sekundärliteratur
- Rebecca L. Copeland: "Woman Critiqued: Translated Essays on Japanese Women's Writing", University of Hawaii Press, 2006, ISBN 9780824829582, S. 53 und 246